# Veronique Meester
Veronique Meester (7 de abril de 1995) é uma remadora neerlandesa, medalhista olímpica.

## Carreira
Meester conquistou a medalha de prata nos Jogos Olímpicos de Verão de 2020 em Tóquio com a equipe dos Países Baixos no quatro sem feminino, ao lado de Ellen Hogerwerf, Karolien Florijn e Ymkje Clevering, com o tempo de 6:15.71. Nos Jogos Olímpicos de Verão de 2024, em Paris, conquistou a medalha de ouro na competição de dois sem feminino, ao lado de Meester com o tempo de 6:58.67.